# イナズママン
『イナズママン』（原題：번개맨）は、2016年公開の韓国映画。『稲妻マン』と表記されることもある。
EBSのテレビ番組『集まってディンドンデン（모여라 딩동댕）』の代表的キャラクターのひとりであるイナズママンを主人公にした、ファンタジー家族映画。
ヒロインのハンナ役を演じたルナにとっては、映画デビュー作となった。

## キャスト
- チョン・ヒョンジン（朝鮮語版） - ポン・ゲメン（번개맨）
- ルナ - ハンナ（한나）
- ソン・ウキョン（朝鮮語版） - チャルナン魔王（잘난 마왕）
- イ・ブンキュン（이봉균）- ナ・ジャルナン（나잘난）
- パク・チュングム（박중금）- ト・ジャルナン（더잘난）
- 趙元石（チョ・ウォンソク）（朝鮮語版） - マリオ（마리오）
- イ・スワン（朝鮮語版） - シチム（시침）
- ハン・スンヒョン - ムチム（뭉치）
- キム・ボソン（김보선）- チュク（주크）
- イ・ジェユン（朝鮮語版） - バクス（박스）
- ナム・イルウ - アティ博士（아띠박사）（特別出演）